# Volta a Portugal de 2021
A 82.ª edição da Volta a Portugal decorre entre 4 de agosto e 15 de agosto de 2021. Com inicio na cidade de Lisboa e final em Viseu. O percurso consta de um total de 10 etapas sobre uma distância total de 1 568,2 km.
A corrida faz parte do circuito UCI Europe Tour de 2021 dentro da categoria 2.1.e foi vencida pelo português Amaro Antunes do W52-FC Porto. Completaram o pódio, como segundo e terceiro classificado respectivamente, o uruguayou Mauricio Moreira do Efapel e o espanhol Alejandro Marque do Atum General-Tavira-Maria Nova Hotel.

## Sumário
Antes do início da 3ª etapa, a equipa da Caja-Rural retirou-se devido a testes positivos à covid-19. Dias mais tarde, antes da etapa 5 foi a vez da equipa Euskaltel–Euskadi se retirar pela mesma razão. No mesmo dia, dois ciclistas da Rádio Popular-Boavista e outros dois do Tavira, acusaram também positivo, tendo por isso abandonado a prova.
No dia seguinte, o aparecimento de mais um caso positivo na Rádio Popular-Boavista ditaria a saída da equipa de prova exatamente no dia após terem passado a liderar a classificação geral por Daniel Freitas. Com a saída de Daniel Freitas e sua equipa, Alejandro Marque recuperou a camisola amarela.

## Equipas
Tomaram parte na corrida 18 equipas: 1 de categoria UCI WorldTeam, 6 de categoria UCI ProTeam e 11 de categoria Continental. Formaram assim um pelotão de 126 ciclistas dos que acabaram 88. As equipas participantes foram:
| Equipe WorldTeam- Movistar Team Equipes ProTeam (6)- Rally Cycling - Equipo Kern Pharma - Burgos-BH - Euskaltel-Euskadi - Caja Rural-Seguros RGA - Bingoal Pauwels Sauces WB Equipes Continentais (11)- SwiftCarbon Pro Cycling - Atum General-Tavira-Maria Nova Hotel - Rádio Popular-Boavista - Kelly-Simoldes-UDO - Antarte-Feirense - Louletano-Loulé Concelho - Tavfer-Measindot-Mortágua - Israel Cycling Academy - Efapel - W52-FC Porto - LA Alumínios-LA Sport |
| |

## Etapas
| Etapa   | Data    | Percurso                              | type                      | Distância (km) | Vencedor             | Líder geral      |
| ------- | ------- | ------------------------------------- | ------------------------- | -------------- | -------------------- | ---------------- |
| Prólogo | 4 ago.  | Lisboa – Lisboa                       | contrarrelógio individual | 5,4            | Rafael Reis          | Rafael Reis      |
| 1       | 5 ago.  | Torres Vedras – Setúbal               | etapa escarpada           | 175,8          | Rafael Reis          | Rafael Reis      |
| 2       | 6 ago.  | Ponte de Sor – Castelo Branco         | média montanha            | 162,1          | Kyle Murphy          | Rafael Reis      |
| 3       | 7 ago.  | Sertã – Covilhã                       | alta montanha             | 170,3          | Alejandro Marque     | Alejandro Marque |
| 4       | 8 ago.  | Belmonte – Guarda                     | média montanha            | 181,6          | Frederico Figueiredo | Alejandro Marque |
|         | 9 ago.  | Dia de descanso                       | Dia de descanso           |                |                      |                  |
| 5       | 10 ago. | Águeda – Santo Tirso                  | média montanha            | 171,3          | Mason Hollyman       | Daniel Freitas   |
| 6       | 11 ago. | Viana do Castelo – Fafe               | média montanha            | 182,4          | Benjamin King        | Alejandro Marque |
| 7       | 12 ago. | Felgueiras – Bragança                 | média montanha            | 193,2          | Rafael Reis          | Rafael Reis      |
| 8       | 13 ago. | Bragança – Montalegre                 | alta montanha             | 160,7          | Kyle Murphy          | Amaro Antunes    |
| 9       | 14 ago. | Boticas – Mondim de Basto             | alta montanha             | 145,5          | Mauricio Moreira     | Amaro Antunes    |
| 10      | 15 ago. | concelho de Viseu – concelho de Viseu | contrarrelógio individual | 20,3           | Rafael Reis          | Amaro Antunes    |

### Prólogo
4 agosto 2021 — Lisboa, 5.4 km (CRI)
| Rank | Ciclista                 | Equipa                                   | Tempo  |
| ---- | ------------------------ | ---------------------------------------- | ------ |
| 1    | Rafael Reis (POR)        | Efapel                                   | 6' 10" |
| 2    | Mauricio Moreira (URU)   | Efapel                                   | + 11"  |
| 3    | Lluís Mas (ESP)          | Movistar Team                            | + 11"  |
| 4    | Diego López (ESP)        | Kern Pharma                              | + 15"  |
| 5    | Mathias Norsgaard (DEN)  | Movistar Team                            | + 17"  |
| 6    | Samuel Caldeira (POR)    | W52–FC Porto                             | + 18"  |
| 7    | Juri Hollmann (GER)      | Movistar Team                            | + 19"  |
| 8    | Tom Wirtgen (LUX)        | Bingoal Pauwels Sauces WB                | + 19"  |
| 9    | Aleksandr Grigorev (RUS) | Atum general / Tavira / Maria Nova Hotel | + 20"  |
| 10   | Gustavo Veloso (ESP)     | Atum general / Tavira / Maria Nova Hotel | + 20"  |

| Rank | Ciclista                 | Equipa                                   | Tempo  |
| ---- | ------------------------ | ---------------------------------------- | ------ |
| 1    | Rafael Reis (POR)        | Efapel                                   | 6' 10" |
| 2    | Mauricio Moreira (URU)   | Efapel                                   | + 11"  |
| 3    | Lluís Mas (ESP)          | Movistar Team                            | + 11"  |
| 4    | Diego López (ESP)        | Kern Pharma                              | + 15"  |
| 5    | Mathias Norsgaard (DEN)  | Movistar Team                            | + 17"  |
| 6    | Samuel Caldeira (POR)    | W52–FC Porto                             | + 18"  |
| 7    | Juri Hollmann (GER)      | Movistar Team                            | + 19"  |
| 8    | Tom Wirtgen (LUX)        | Bingoal Pauwels Sauces WB                | + 19"  |
| 9    | Aleksandr Grigorev (RUS) | Atum general / Tavira / Maria Nova Hotel | + 20"  |
| 10   | Gustavo Veloso (ESP)     | Atum general / Tavira / Maria Nova Hotel | + 20"  |

### 1.ª etapa
5 agosto 2021 — Torres Vedras – Setúbal, 175.8 km
| Rank | Ciclista              | Equipa                    | Tempo      |
| ---- | --------------------- | ------------------------- | ---------- |
| 1    | Rafael Reis (POR)     | Efapel                    | 4h 12' 23" |
| 2    | Alex Molenaar (NED)   | Burgos BH                 | + 2"       |
| 3    | Sergio Samitier (ESP) | Movistar Team             | + 2"       |
| 4    | Luís Gomes (POR)      | Kelly–Simoldes–UDO        | + 2"       |
| 5    | Luís Fernandes (POR)  | Rádio Popular-Boavista    | + 2"       |
| 6    | Rafael Silva (POR)    | Antarte–Feirense          | + 2"       |
| 7    | Kenny Molly (BEL)     | Bingoal Pauwels Sauces WB | + 2"       |
| 8    | Orluis Aular (VEN)    | Caja Rural-Seguros RGA    | + 2"       |
| 9    | César Fonte (POR)     | Kelly–Simoldes–UDO        | + 2"       |
| 10   | Amaro Antunes (POR)   | W52–FC Porto              | + 2"       |

| Rank | Ciclista               | Equipa                                   | Tempo      |
| ---- | ---------------------- | ---------------------------------------- | ---------- |
| 1    | Rafael Reis (POR)      | Efapel                                   | 4h 18' 33" |
| 2    | Mauricio Moreira (URU) | Efapel                                   | + 13"      |
| 3    | Diego López (ESP)      | Kern Pharma                              | + 17"      |
| 4    | Juri Hollmann (GER)    | Movistar Team                            | + 21"      |
| 5    | Tom Wirtgen (LUX)      | Bingoal Pauwels Sauces WB                | + 21"      |
| 6    | Gustavo Veloso (ESP)   | Atum general / Tavira / Maria Nova Hotel | + 22"      |
| 7    | António Carvalho (POR) | Efapel                                   | + 22"      |
| 8    | Jóni Brandão (POR)     | W52–FC Porto                             | + 23"      |
| 9    | Orluis Aular (VEN)     | Caja Rural-Seguros RGA                   | + 24"      |
| 10   | Javier Moreno (ESP)    | Efapel                                   | + 24"      |

### 2.ª etapa
6 agosto 2021 — Ponte de Sor – Castelo Branco, 162.1 km
| Rank | Ciclista             | Equipa                    | Tempo      |
| ---- | -------------------- | ------------------------- | ---------- |
| 1    | Kyle Murphy (USA)    | Rally Cycling             | 3h 57' 49" |
| 2    | Jóni Brandão (POR)   | W52–FC Porto              | + 12"      |
| 3    | Lluís Mas (ESP)      | Movistar Team             | + 17"      |
| 4    | Daniel Freitas (POR) | Rádio Popular-Boavista    | + 17"      |
| 5    | Luís Gomes (POR)     | Kelly–Simoldes–UDO        | + 17"      |
| 6    | Daniel Mestre (POR)  | W52–FC Porto              | + 17"      |
| 7    | Kenny Molly (BEL)    | Bingoal Pauwels Sauces WB | + 17"      |
| 8    | Tom Wirtgen (LUX)    | Bingoal Pauwels Sauces WB | + 17"      |
| 9    | Tomás Contte (ARG)   | Louletano–Loulé Concelho  | + 17"      |
| 10   | Juri Hollmann (GER)  | Movistar Team             | + 17"      |

| Rank | Ciclista               | Equipa                                   | Tempo      |
| ---- | ---------------------- | ---------------------------------------- | ---------- |
| 1    | Rafael Reis (POR)      | Efapel                                   | 8h 16' 39" |
| 2    | Mauricio Moreira (URU) | Efapel                                   | + 13"      |
| 3    | Diego López (ESP)      | Kern Pharma                              | + 17"      |
| 4    | Jóni Brandão (POR)     | W52–FC Porto                             | + 18"      |
| 5    | Juri Hollmann (GER)    | Movistar Team                            | + 21"      |
| 6    | Tom Wirtgen (LUX)      | Bingoal Pauwels Sauces WB                | + 21"      |
| 7    | Gustavo Veloso (ESP)   | Atum general / Tavira / Maria Nova Hotel | + 22"      |
| 8    | António Carvalho (POR) | Efapel                                   | + 22"      |
| 9    | Orluis Aular (VEN)     | Caja Rural-Seguros RGA                   | + 24"      |
| 10   | Javier Moreno (ESP)    | Efapel                                   | + 24"      |

### 3.ª etapa
7 agosto 2021 — Sertã – Covilhã (Torre), 170.3 km
| Rank | Ciclista                   | Equipa                                   | Tempo      |
| ---- | -------------------------- | ---------------------------------------- | ---------- |
| 1    | Alejandro Marque (ESP)     | Atum general / Tavira / Maria Nova Hotel | 4h 59' 10" |
| 2    | Mauricio Moreira (URU)     | Efapel                                   | + 1' 03"   |
| 3    | Abner González (PUR)       | Movistar Team                            | + 1' 03"   |
| 4    | Amaro Antunes (POR)        | W52–FC Porto                             | + 1' 12"   |
| 5    | Gustavo Veloso (ESP)       | Atum general / Tavira / Maria Nova Hotel | + 1' 12"   |
| 6    | Luís Gomes (POR)           | Kelly–Simoldes–UDO                       | + 1' 26"   |
| 7    | Jóni Brandão (POR)         | W52–FC Porto                             | + 1' 33"   |
| 8    | Luís Fernandes (POR)       | Rádio Popular-Boavista                   | + 1' 36"   |
| 9    | Frederico Figueiredo (POR) | Efapel                                   | + 1' 36"   |
| 10   | João Rodrigues (POR)       | W52–FC Porto                             | + 1' 38"   |

| Rank | Ciclista                   | Equipa                                   | Tempo       |
| ---- | -------------------------- | ---------------------------------------- | ----------- |
| 1    | Alejandro Marque (ESP)     | Atum general / Tavira / Maria Nova Hotel | 13h 16' 14" |
| 2    | Gustavo Veloso (ESP)       | Atum general / Tavira / Maria Nova Hotel | + 1' 09"    |
| 3    | Jóni Brandão (POR)         | W52–FC Porto                             | + 1' 26"    |
| 4    | Amaro Antunes (POR)        | W52–FC Porto                             | + 1' 26"    |
| 5    | Abner González (PUR)       | Movistar Team                            | + 1' 28"    |
| 6    | Luís Gomes (POR)           | Kelly–Simoldes–UDO                       | + 1' 30"    |
| 7    | Mauricio Moreira (URU)     | Efapel                                   | + 1' 31"    |
| 8    | João Rodrigues (POR)       | W52–FC Porto                             | + 1' 37"    |
| 9    | António Carvalho (POR)     | Efapel                                   | + 1' 37"    |
| 10   | Frederico Figueiredo (POR) | Efapel                                   | + 1' 46"    |

### 4.ª etapa
8 agosto 2021 — Belmonte – Guarda, 181.6 km
| Rank | Ciclista                   | Equipa                                   | Tempo      |
| ---- | -------------------------- | ---------------------------------------- | ---------- |
| 1    | Frederico Figueiredo (POR) | Efapel                                   | 4h 28' 25" |
| 2    | Amaro Antunes (POR)        | W52–FC Porto                             | + 0"       |
| 3    | Mauricio Moreira (URU)     | Efapel                                   | + 59"      |
| 4    | Jóni Brandão (POR)         | W52–FC Porto                             | + 1' 03"   |
| 5    | Abner González (PUR)       | Movistar Team                            | + 1' 03"   |
| 6    | Tiago Antunes (POR)        | Atum general / Tavira / Maria Nova Hotel | + 1' 08"   |
| 7    | Daniel Freitas (POR)       | Rádio Popular-Boavista                   | + 1' 10"   |
| 8    | António Carvalho (POR)     | Efapel                                   | + 1' 10"   |
| 9    | Luís Fernandes (POR)       | Rádio Popular-Boavista                   | + 1' 10"   |
| 10   | Henrique Casimiro (POR)    | Kelly–Simoldes–UDO                       | + 1' 10"   |

| Rank | Ciclista                   | Equipa                                   | Tempo       |
| ---- | -------------------------- | ---------------------------------------- | ----------- |
| 1    | Alejandro Marque (ESP)     | Atum general / Tavira / Maria Nova Hotel | 17h 46' 00" |
| 2    | Amaro Antunes (POR)        | W52–FC Porto                             | + 5"        |
| 3    | Frederico Figueiredo (POR) | Efapel                                   | + 25"       |
| 4    | Jóni Brandão (POR)         | W52–FC Porto                             | + 1' 08"    |
| 5    | Mauricio Moreira (URU)     | Efapel                                   | + 1' 09"    |
| 6    | Abner González (PUR)       | Movistar Team                            | + 1' 10"    |
| 7    | António Carvalho (POR)     | Efapel                                   | + 1' 26"    |
| 8    | João Rodrigues (POR)       | W52–FC Porto                             | + 1' 31"    |
| 9    | Luís Fernandes (POR)       | Rádio Popular-Boavista                   | + 1' 49"    |
| 10   | Diego López (ESP)          | Kern Pharma                              | + 1' 56"    |

### 5.ª etapa
10 agosto 2021 — Águeda – Santo Tirso (N. Sra. Assunção), 171.3 km
| Rank | Ciclista                       | Equipa                   | Tempo      |
| ---- | ------------------------------ | ------------------------ | ---------- |
| 1    | Mason Hollyman (GBR)           | Israel Cycling Academy   | 4h 11' 48" |
| 2    | Ricardo Mestre (POR)           | W52–FC Porto             | + 35"      |
| 3    | Tomás Contte (ARG)             | Louletano–Loulé Concelho | + 1' 00"   |
| 4    | Rafael Reis (POR)              | Efapel                   | + 1' 02"   |
| 5    | Lluís Mas (ESP)                | Movistar Team            | + 1' 05"   |
| 6    | Daniel Freitas (POR)           | Rádio Popular-Boavista   | + 1' 09"   |
| 7    | Juan António López-Cózar (ESP) | Burgos BH                | + 1' 16"   |
| 8    | Juri Hollmann (GER)            | Movistar Team            | + 1' 36"   |
| 9    | Luis Mendonça (POR)            | Efapel                   | + 1' 44"   |
| 10   | César Fonte (POR)              | Kelly–Simoldes–UDO       | + 1' 47"   |

| Rank | Ciclista                   | Equipa                                   | Tempo       |
| ---- | -------------------------- | ---------------------------------------- | ----------- |
| 1    | Daniel Freitas (POR)       | Rádio Popular-Boavista                   | 22h 02' 16" |
| 2    | Alejandro Marque (ESP)     | Atum general / Tavira / Maria Nova Hotel | + 42"       |
| 3    | Amaro Antunes (POR)        | W52–FC Porto                             | + 47"       |
| 4    | Frederico Figueiredo (POR) | Efapel                                   | + 1' 07"    |
| 5    | Mauricio Moreira (URU)     | Efapel                                   | + 1' 45"    |
| 6    | Abner González (PUR)       | Movistar Team                            | + 1' 46"    |
| 7    | Jóni Brandão (POR)         | W52–FC Porto                             | + 1' 47"    |
| 8    | António Carvalho (POR)     | Efapel                                   | + 2' 08"    |
| 9    | João Rodrigues (POR)       | W52–FC Porto                             | + 2' 21"    |
| 10   | Luís Fernandes (POR)       | Rádio Popular-Boavista                   | + 2' 31"    |

### 6.ª etapa
11 agosto 2021 — Viana do Castelo – Fafe, 182.4 km
| Rank | Ciclista                 | Equipa                                   | Tempo      |
| ---- | ------------------------ | ---------------------------------------- | ---------- |
| 1    | Ben King (USA)           | Rally Cycling                            | 4h 22' 00" |
| 2    | Alastair Mackellar (AUS) | Israel Cycling Academy                   | + 9"       |
| 3    | Tom Wirtgen (LUX)        | Bingoal Pauwels Sauces WB                | + 15"      |
| 4    | Juan Diego Alba (COL)    | Movistar Team                            | + 20"      |
| 5    | Bruno Silva (POR)        | Antarte–Feirense                         | + 24"      |
| 6    | Róniel Campos (VEN)      | Louletano–Loulé Concelho                 | + 45"      |
| 7    | Mason Hollyman (GBR)     | Israel Cycling Academy                   | + 1' 19"   |
| 8    | Pedro Paulinho (POR)     | Atum general / Tavira / Maria Nova Hotel | + 1' 26"   |
| 9    | Hélder Gonçalves (POR)   | Kelly–Simoldes–UDO                       | + 1' 27"   |
| 10   | Marvin Scheulen (POR)    | LA Alumínios–LA Sport                    | + 1' 45"   |

| Rank | Ciclista                   | Equipa                                   | Tempo       |
| ---- | -------------------------- | ---------------------------------------- | ----------- |
| 1    | Alejandro Marque (ESP)     | Atum general / Tavira / Maria Nova Hotel | 26h 33' 11" |
| 2    | Amaro Antunes (POR)        | W52–FC Porto                             | + 5"        |
| 3    | Frederico Figueiredo (POR) | Efapel                                   | + 25"       |
| 4    | Mauricio Moreira (URU)     | Efapel                                   | + 1' 01"    |
| 5    | Abner González (PUR)       | Movistar Team                            | + 1' 04"    |
| 6    | Jóni Brandão (POR)         | W52–FC Porto                             | + 1' 05"    |
| 7    | António Carvalho (POR)     | Efapel                                   | + 1' 26"    |
| 8    | João Rodrigues (POR)       | W52–FC Porto                             | + 1' 39"    |
| 9    | Henrique Casimiro (POR)    | Kelly–Simoldes–UDO                       | + 1' 53"    |
| 10   | Tiago Antunes (POR)        | Atum general / Tavira / Maria Nova Hotel | + 2' 34"    |

### 7.ª etapa
12 agosto 2021 — Felgueiras – Bragança, 193.2 km
| Rank | Ciclista                       | Equipa                                   | Tempo      |
| ---- | ------------------------------ | ---------------------------------------- | ---------- |
| 1    | Rafael Reis (POR)              | Efapel                                   | 4h 35' 30" |
| 2    | Ben King (USA)                 | Rally Cycling                            | + 16"      |
| 3    | Diego López (ESP)              | Kern Pharma                              | + 16"      |
| 4    | Joaquim Silva (POR)            | Atum general / Tavira / Maria Nova Hotel | + 16"      |
| 5    | Adrià Moreno (ESP)             | Burgos BH                                | + 16"      |
| 6    | Adrián Bustamante (COL)        | Kelly–Simoldes–UDO                       | + 16"      |
| 7    | Pedro Miguel Lopes (POR)       | Kelly–Simoldes–UDO                       | + 16"      |
| 8    | Javier Moreno (ESP)            | Efapel                                   | + 16"      |
| 9    | Nuno Meireles (POR)            | Louletano–Loulé Concelho                 | + 16"      |
| 10   | Vicente García de Mateos (ESP) | Antarte–Feirense                         | + 16"      |

| Rank | Ciclista                       | Equipa                                   | Tempo       |
| ---- | ------------------------------ | ---------------------------------------- | ----------- |
| 1    | Rafael Reis (POR)              | Efapel                                   | 31h 11' 46" |
| 2    | Alejandro Marque (ESP)         | Atum general / Tavira / Maria Nova Hotel | + 28"       |
| 3    | Amaro Antunes (POR)            | W52–FC Porto                             | + 33"       |
| 4    | Javier Moreno (ESP)            | Efapel                                   | + 36"       |
| 5    | Diego López (ESP)              | Kern Pharma                              | + 44"       |
| 6    | Frederico Figueiredo (POR)     | Efapel                                   | + 53"       |
| 7    | Ricardo Vilela (POR)           | W52–FC Porto                             | + 1' 16"    |
| 8    | Vicente García de Mateos (ESP) | Antarte–Feirense                         | + 1' 18"    |
| 9    | Joaquim Silva (POR)            | Atum general / Tavira / Maria Nova Hotel | + 1' 23"    |
| 10   | Mauricio Moreira (URU)         | Efapel                                   | + 1' 29"    |

### 8.ª etapa
13 agosto 2021 — Bragança – Montalegre (Serra do Larouco), 160.7 km
| Rank | Ciclista                   | Equipa                                   | Tempo      |
| ---- | -------------------------- | ---------------------------------------- | ---------- |
| 1    | Kyle Murphy (USA)          | Rally Cycling                            | 4h 12' 06" |
| 2    | José Félix Parra (ESP)     | Kern Pharma                              | + 13"      |
| 3    | Henrique Casimiro (POR)    | Kelly–Simoldes–UDO                       | + 25"      |
| 4    | Gaspar Gonçalves (POR)     | Atum general / Tavira / Maria Nova Hotel | + 54"      |
| 5    | Adrià Moreno (ESP)         | Burgos BH                                | + 58"      |
| 6    | Mauricio Moreira (URU)     | Efapel                                   | + 1' 10"   |
| 7    | Carlos Salgueiro (POR)     | LA Alumínios–LA Sport                    | + 1' 10"   |
| 8    | Jóni Brandão (POR)         | W52–FC Porto                             | + 1' 14"   |
| 9    | Frederico Figueiredo (POR) | Efapel                                   | + 1' 14"   |
| 10   | Amaro Antunes (POR)        | W52–FC Porto                             | + 1' 16"   |

| Rank | Ciclista                   | Equipa                                   | Tempo       |
| ---- | -------------------------- | ---------------------------------------- | ----------- |
| 1    | Amaro Antunes (POR)        | W52–FC Porto                             | 35h 25' 41" |
| 2    | Alejandro Marque (ESP)     | Atum general / Tavira / Maria Nova Hotel | + 14"       |
| 3    | Frederico Figueiredo (POR) | Efapel                                   | + 18"       |
| 4    | Mauricio Moreira (URU)     | Efapel                                   | + 50"       |
| 5    | Henrique Casimiro (POR)    | Kelly–Simoldes–UDO                       | + 57"       |
| 6    | Jóni Brandão (POR)         | W52–FC Porto                             | + 58"       |
| 7    | José Félix Parra (ESP)     | Kern Pharma                              | + 1' 52"    |
| 8    | Abner González (PUR)       | Movistar Team                            | + 1' 53"    |
| 9    | António Carvalho (POR)     | Efapel                                   | + 2' 15"    |
| 10   | Tiago Antunes (POR)        | Atum general / Tavira / Maria Nova Hotel | + 2' 33"    |

### 9.ª etapa
14 agosto 2021 — Boticas – Mondim de Basto (Sra. da Graça), 145.5 km
| Rank | Ciclista                   | Equipa                                   | Tempo      |
| ---- | -------------------------- | ---------------------------------------- | ---------- |
| 1    | Mauricio Moreira (URU)     | Efapel                                   | 3h 47' 36" |
| 2    | Amaro Antunes (POR)        | W52–FC Porto                             | + 8"       |
| 3    | Jóni Brandão (POR)         | W52–FC Porto                             | + 14"      |
| 4    | Frederico Figueiredo (POR) | Efapel                                   | + 45"      |
| 5    | José Félix Parra (ESP)     | Kern Pharma                              | + 56"      |
| 6    | Abner González (PUR)       | Movistar Team                            | + 1' 07"   |
| 7    | Alejandro Marque (ESP)     | Atum general / Tavira / Maria Nova Hotel | + 1' 12"   |
| 8    | António Carvalho (POR)     | Efapel                                   | + 3' 00"   |
| 9    | João Rodrigues (POR)       | W52–FC Porto                             | + 3' 13"   |
| 10   | Carlos Oyarzún (CHI)       | Louletano–Loulé Concelho                 | + 5' 46"   |

| Rank | Ciclista                   | Equipa                                   | Tempo       |
| ---- | -------------------------- | ---------------------------------------- | ----------- |
| 1    | Amaro Antunes (POR)        | W52–FC Porto                             | 39h 13' 25" |
| 2    | Mauricio Moreira (URU)     | Efapel                                   | + 42"       |
| 3    | Frederico Figueiredo (POR) | Efapel                                   | + 55"       |
| 4    | Jóni Brandão (POR)         | W52–FC Porto                             | + 1' 04"    |
| 5    | Alejandro Marque (ESP)     | Atum general / Tavira / Maria Nova Hotel | + 1' 18"    |
| 6    | José Félix Parra (ESP)     | Kern Pharma                              | + 2' 40"    |
| 7    | Abner González (PUR)       | Movistar Team                            | + 2' 52"    |
| 8    | António Carvalho (POR)     | Efapel                                   | + 5' 07"    |
| 9    | João Rodrigues (POR)       | W52–FC Porto                             | + 6' 22"    |
| 10   | Henrique Casimiro (POR)    | Kelly–Simoldes–UDO                       | + 8' 19"    |

### 10.ª etapa
15 agosto 2021 — Viseu – Viseu, 20.3 km (CRI)
| Rank | Ciclista                | Equipa                                   | Tempo    |
| ---- | ----------------------- | ---------------------------------------- | -------- |
| 1    | Rafael Reis (POR)       | Efapel                                   | 25' 24"  |
| 2    | Mauricio Moreira (URU)  | Efapel                                   | + 12"    |
| 3    | Juri Hollmann (GER)     | Movistar Team                            | + 41"    |
| 4    | Amaro Antunes (POR)     | W52–FC Porto                             | + 44"    |
| 5    | Alejandro Marque (ESP)  | Atum general / Tavira / Maria Nova Hotel | + 49"    |
| 6    | Lluís Mas (ESP)         | Movistar Team                            | + 49"    |
| 7    | João Rodrigues (POR)    | W52–FC Porto                             | + 54"    |
| 8    | António Carvalho (POR)  | Efapel                                   | + 55"    |
| 9    | Mathias Norsgaard (DEN) | Movistar Team                            | + 1' 01" |
| 10   | Ricardo Mestre (POR)    | W52–FC Porto                             | + 1' 05" |

| Rank | Ciclista                   | Equipa                                   | Tempo       |
| ---- | -------------------------- | ---------------------------------------- | ----------- |
| 1    | Amaro Antunes (POR)        | W52–FC Porto                             | 39h 39' 33" |
| 2    | Mauricio Moreira (URU)     | Efapel                                   | + 10"       |
| 3    | Alejandro Marque (ESP)     | Atum general / Tavira / Maria Nova Hotel | + 1' 23"    |
| 4    | Jóni Brandão (POR)         | W52–FC Porto                             | + 1' 36"    |
| 5    | Frederico Figueiredo (POR) | Efapel                                   | + 2' 04"    |
| 6    | Abner González (PUR)       | Movistar Team                            | + 3' 43"    |
| 7    | José Félix Parra (ESP)     | Kern Pharma                              | + 3' 49"    |
| 8    | António Carvalho (POR)     | Efapel                                   | + 5' 18"    |
| 9    | João Rodrigues (POR)       | W52–FC Porto                             | + 6' 32"    |
| 10   | Henrique Casimiro (POR)    | Kelly–Simoldes–UDO                       | + 9' 51"    |

## Classificações finais
As classificações finalizaram da seguinte forma:

### Classificação geral
| \| Classificação geral \| Classificação geral \| Classificação geral \| Classificação geral \| Classificação geral \| \| Ciclista \| Ciclista \| Equipe \| Tempo \| \| \| ------------------- \| -------------------- \| ------------------------------------ \| ------------------- \| ------------------- \| \| 1. \| Amaro Antunes \| W52-FC Porto \| DQ \| \| \| 2. \| Mauricio Moreira \| Efapel \| + 10s \| \| \| 3. \| Alejandro Marque \| Atum General-Tavira-Maria Nova Hotel \| + 1m23s \| \| \| 4. \| Jóni Brandão \| W52-FC Porto \| + 1m36s \| \| \| 5. \| Frederico Figueiredo \| Efapel \| + 2m04s \| \| \| 6. \| Abner González \| Movistar Team \| + 3m43s \| \| \| 7. \| José Félix Parra \| Equipo Kern Pharma \| + 3m49s \| \| \| 8. \| António Carvalho \| Efapel \| + 5m18s \| \| \| 9. \| João Rodrigues \| W52-FC Porto \| + 6m32s \| \| \| 10. \| Henrique Casimiro \| Kelly-Simoldes-UDO \| + 9m51s \| \| |                      |                                      |         |
| |                      |                                      |         |
| Fonte: ProCyclingStats |                      |                                      |         |
| Classificação geral |                      |                                      |         |
| Ciclista | Ciclista             | Equipe                               | Tempo   |
| 1. | Amaro Antunes        | W52-FC Porto                         | DQ      |
| 2. | Mauricio Moreira     | Efapel                               | + 10s   |
| 3. | Alejandro Marque     | Atum General-Tavira-Maria Nova Hotel | + 1m23s |
| 4. | Jóni Brandão         | W52-FC Porto                         | + 1m36s |
| 5. | Frederico Figueiredo | Efapel                               | + 2m04s |
| 6. | Abner González       | Movistar Team                        | + 3m43s |
| 7. | José Félix Parra     | Equipo Kern Pharma                   | + 3m49s |
| 8. | António Carvalho     | Efapel                               | + 5m18s |
| 9. | João Rodrigues       | W52-FC Porto                         | + 6m32s |
| 10. | Henrique Casimiro    | Kelly-Simoldes-UDO                   | + 9m51s |

### Classificação por pontos
| Classificação por pontos | Classificação por pontos | Classificação por pontos | Classificação por pontos | Classificação por pontos |
| Ciclista                 | Ciclista                 | Equipe                   | Pontos                   |                          |
| ------------------------ | ------------------------ | ------------------------ | ------------------------ | ------------------------ |
| 1.                       | Rafael Reis              | Efapel                   | 138 pts                  |                          |
| 2.                       | Luís Gomes               | Kelly-Simoldes-UDO       | 84 pts                   |                          |
| 3.                       | Benjamin King            | Rally Cycling            | 78 pts                   |                          |
| 4.                       | Kyle Murphy              | Rally Cycling            | 56 pts                   |                          |
| 5.                       | Jóni Brandão             | W52-FC Porto             | 54 pts                   |                          |
| 6.                       | Lluís Mas                | Movistar Team            | 45 pts                   |                          |
| 7.                       | Mauricio Moreira         | Efapel                   | 42 pts                   |                          |
| 8.                       | Mason Hollyman           | Israel Cycling Academy   | 37 pts                   |                          |
| 10.                      | Amaro Antunes            | W52-FC Porto             | DQ                       |                          |

### Classificação da montanha
| Classificação da montanha | Classificação da montanha | Classificação da montanha            | Classificação da montanha | Classificação da montanha |
| Ciclista                  | Ciclista                  | Equipe                               | Pontos                    |                           |
| ------------------------- | ------------------------- | ------------------------------------ | ------------------------- | ------------------------- |
| 1.                        | Bruno Silva               | Antarte-Feirense                     | 57 pts                    |                           |
| 2.                        | Mauricio Moreira          | Efapel                               | 56 pts                    |                           |
| 3.                        | Amaro Antunes             | W52-FC Porto                         | DQ                        |                           |
| 4.                        | Frederico Figueiredo      | Efapel                               | 51 pts                    |                           |
| 5.                        | Rionel Campos             | Louletano-Loulé Concelho             | 42 pts                    |                           |
| 6.                        | Alejandro Marque          | Atum General-Tavira-Maria Nova Hotel | 36 pts                    |                           |
| 7.                        | Jóni Brandão              | W52-FC Porto                         | 33 pts                    |                           |
| 8.                        | José Félix Parra          | Equipo Kern Pharma                   | 31 pts                    |                           |
| 9.                        | Rafael da Silva           | Urawa Red Diamonds                   | 30 pts                    |                           |
| 10.                       | Kyle Murphy               | Rally Cycling                        | 27 pts                    |                           |

### Classificação dos jovens
| Classificação dos jovens | Classificação dos jovens | Classificação dos jovens | Classificação dos jovens | Classificação dos jovens |
| Ciclista                 | Ciclista                 | Equipe                   | Tempo                    |                          |
| ------------------------ | ------------------------ | ------------------------ | ------------------------ | ------------------------ |
| 1.                       | Abner González           | Movistar Team            | 39h43m16s                |                          |
| 2.                       | Pedro Miguel Lopes       | Kelly-Simoldes-UDO       | + 53m19s                 |                          |
| 3.                       | Mason Hollyman           | Israel Cycling Academy   | + 1h01m48s               |                          |
| 4.                       | Hélder Gonçalves         | Kelly-Simoldes-UDO       | + 1h02m20s               |                          |
| 5.                       | Juri Hollmann            | Movistar Team            | + 1h44m28s               |                          |

### Classificação por equipas
| Classificação por equipes | Classificação por equipes | Classificação por equipes | Classificação por equipes |
| Equipe                    | Equipe                    | Tempo                     |                           |
| ------------------------- | ------------------------- | ------------------------- | ------------------------- |
| 1.                        | Efapel                    | 118h45m58s                |                           |
| 2.                        | W52-FC Porto              | + 10m42s                  |                           |
| 3.                        | Kelly-Simoldes-UDO        | + 44m56s                  |                           |
| 4.                        | Louletano-Loulé Concelho  | + 47m42s                  |                           |
| 5.                        | Tavfer-Measindot-Mortágua | + 1h03m15s                |                           |

## Evolução das classificações
| Etapa   |                           | Vencedor _           | Classificação geral | Prêmio por pontos | Prêmio de montanha | Juventude      | Equipes _ |
| ------- | ------------------------- | -------------------- | ------------------- | ----------------- | ------------------ | -------------- | --------- |
| Prólogo | contrarrelógio individual | Rafael Reis          | Rafael Reis         | não atribuído     | não atribuído      | Juri Hollmann  | Efapel    |
| 1       | etapa escarpada           | Rafael Reis          | Rafael Reis         | Rafael Reis       | Hugo Nunes         | Juri Hollmann  | Efapel    |
| 2       | média montanha            | Kyle Murphy          | Rafael Reis         | Kyle Murphy       | Marvin Scheulen    | Juri Hollmann  | Efapel    |
| 3       | alta montanha             | Alejandro Marque     | Alejandro Marque    | Luís Gomes        | Alejandro Marque   | Abner González | Efapel    |
| 4       | média montanha            | Frederico Figueiredo | Alejandro Marque    | Luís Gomes        | Amaro Antunes      | Abner González | Efapel    |
| 5       | média montanha            | Mason Hollyman       | Daniel Freitas      | Luís Gomes        | Amaro Antunes      | Abner González | Efapel    |
| 6       | média montanha            | Benjamin King        | Alejandro Marque    | Luís Gomes        | Bruno Silva        | Abner González | Efapel    |
| 7       | média montanha            | Rafael Reis          | Rafael Reis         | Rafael Reis       | Bruno Silva        | Abner González | Efapel    |
| 8       | alta montanha             | Kyle Murphy          | Amaro Antunes       | Rafael Reis       | Bruno Silva        | Abner González | Efapel    |
| 9       | alta montanha             | Mauricio Moreira     | Amaro Antunes       | Rafael Reis       | Bruno Silva        | Abner González | Efapel    |
| 10      | contrarrelógio individual | Rafael Reis          | Amaro Antunes       | Rafael Reis       | Bruno Silva        | Abner González | Efapel    |
| Final   | Final                     |                      | Amaro Antunes       | Rafael Reis       | Bruno Silva        | Abner González | Efapel    |

## UCI World Ranking
A Volta a Portugal outorgou pontos para o UCI World Ranking para corredores das equipas nas categorias UCI WorldTeam, UCI ProTeam e Continental. As seguintes tabelas são o barómetro de pontuação e os 10 corredores que obtiveram mais pontos:
| Posição             | 1.º | 2.º | 3.º | 4.º | 5.º | 6.º | 7.º | 8.º | 9.º | 10.º | 11.º | 12.º | 13.º-15.º | 16.º-25.º |
| Classificação geral | 125 | 85  | 70  | 60  | 50  | 40  | 35  | 30  | 25  | 20   | 15   | 10   | 5         | 3         |
| Por etapa           | 14  | 5   | 3   |     |     |     |     |     |     |      |      |      |           |           |
| Líder               | 3   |     |     |     |     |     |     |     |     |      |      |      |           |           |

| Classificação |                      |                                      |       |       |       |       |
| Posição       | Ciclista             | Equipa                               | Geral | Etapa | Líder | Total |
| ------------- | -------------------- | ------------------------------------ | ----- | ----- | ----- | ----- |
| 1.º           | Amaro Antunes        | W52-FC Porto                         | 125   | 10    | 6     | 141   |
| 2.º           | Mauricio Moreira     | Efapel                               | 85    | 32    | -     | 117   |
| 3.º           | Alejandro Marque     | Atum General-Tavira-Maria Nova Hotel | 70    | 14    | 9     | 93    |
| 4.º           | Rafael Reis          | Efapel                               | 3     | 56    | 12    | 71    |
| 5.º           | Jóni Brandão         | W52-FC Porto                         | 60    | 8     | -     | 68    |
| 6.º           | Frederico Figueiredo | Efapel                               | 50    | 14    | -     | 64    |
| 7.º           | Abner González       | Movistar                             | 40    | 3     | -     | 43    |
| 8.º           | José Félix Parra     | Kern Pharma                          | 35    | 5     | -     | 40    |
| 9.º           | António Carvalho     | Efapel                               | 30    | -     | -     | 30    |
| 10.º          | Kyle Murphy          | Rally                                | -     | 28    | -     | 28    |